# San Mateo Nejapam
San Mateo Nejapam là một đô thị thuộc bang Oaxaca, México. Năm 2005, dân số của đô thị này là 1127 người.